# Va la T.I.A. y se pone al día
Va la T.I.A y se pone al día es una historieta de 1989 y publicada entre 1989 y 1990 del dibujante de cómics español Francisco Ibáñez perteneciente a la serie de Mortadelo y Filemón.

## Sinopsis
Mortadelo y Filemón tendrán que probar una serie de inventos que el profesor Bacterio ha diseñado para modernizar la organización. Entre los inventos diseñados para actualizar la T.I.A. se encuentran: un materializador del pensamiento, un aparato para atravesar las paredes, un teletransporte, unos discos que suben y bajan, unas pilas que colocadas en la oreja te vuelven invisible y un robot.